# Frauenachter

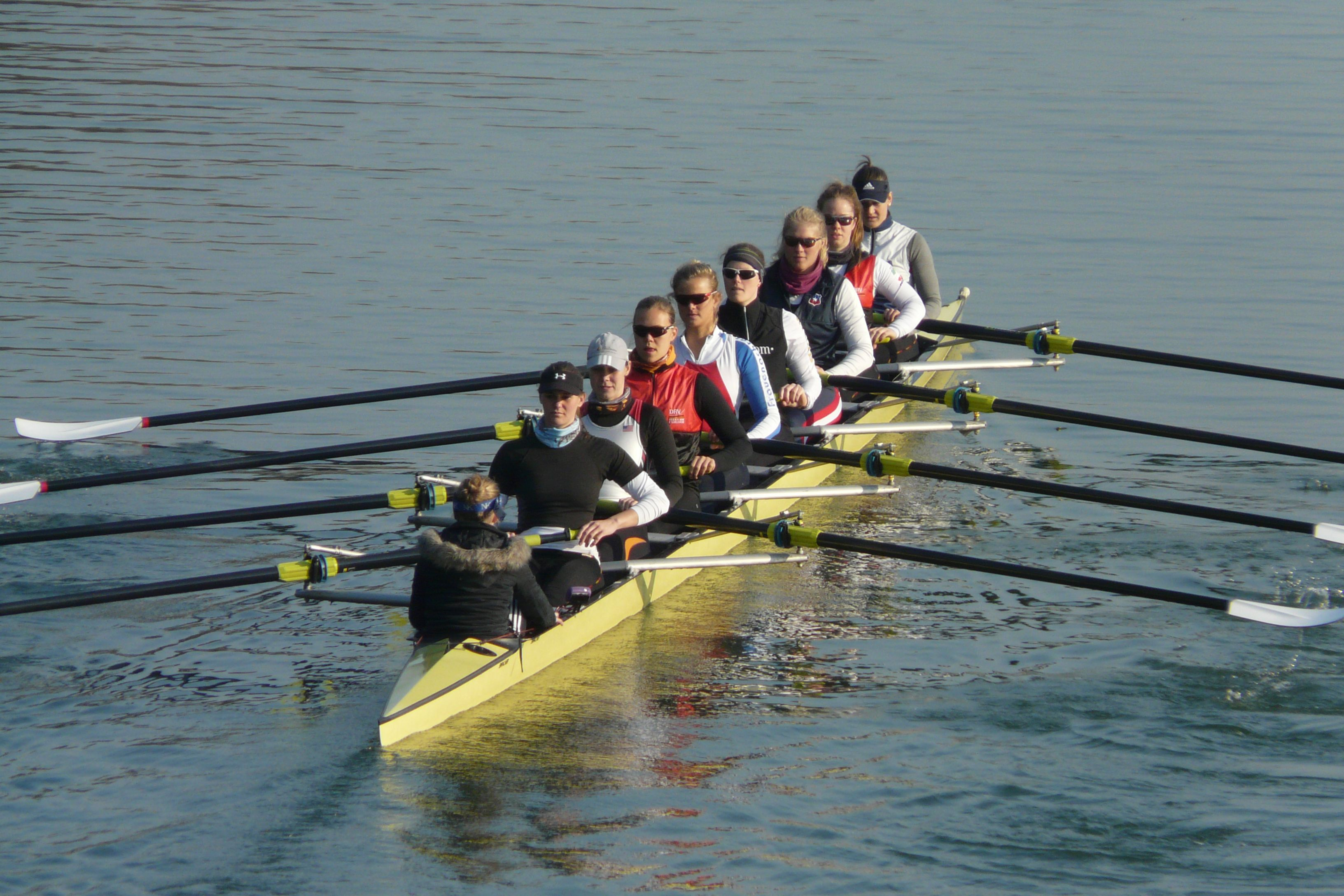
Training der U23 des Ruderclub Hansa von 1898

Der deutsche Frauenachter (int. Wettbewerbskürzel GER W8+) ist die Nationalauswahl des Deutschen Ruderverbandes im Achter der Frauen und das Pendant zum Deutschland-Achter. Der Frauenachter mit Steuerfrau trainiert seit 2018 in Potsdam. Die Marke „Team Frauenachter“ wurde ab 2006 parallel zum Deutschland-Achter entwickelt, nachdem der damalige Hauptsponsor Telekom als Förderer der olympischen Riemenruderer ausgestiegen war.
Der Frauenachter gewann 1994 und 2003 den Weltmeistertitel und wurde 1964 Europameister. Die Achtermannschaft der DDR gewann drei olympische Goldmedaillen (1976, 1980 und 1988) und wurde dreimal Weltmeister (1974, 1975 und 1977). Nach zuletzt nicht so erfolgreichen Jahren wurde im Frühjahr 2019 mit einer Neuausrichtung des Frauen-Riemen-Teams begonnen. Zum Team gehören neben dem Achter auch der Zweier-ohne und der Vierer-ohne der Frauen.

## Frauenrudern
Das Frauenrudern und insbesondere das Riemenrudern der Frauen hatte mit lange anhaltenden Widerständen der Sportverbände zu kämpfen. Der Rudersport der Männer erlebte die olympische Premiere in Paris 1900 mit vier Bootsklassen, darunter auch mit dem Achter. Aber erst ab 1974 wurden Weltmeisterschaften und ab 1976 olympische Ruderwettbewerbe auch im Frauenrudern ausgetragen. Und bei Ruder-Europameisterschaften, die seit 1893 ausgetragen wurden, gingen Frauen zum ersten Mal 1954 an den Start, jeweils aber auch im Achter. Deutsche Meisterschaften wurden 1956 und 1957 noch als gesamtdeutsche Meisterschaften im Frauenachter ausgefahren und für die Ruder-Europameisterschaften bis 1964 Ausscheidungsrennen gefahren, bevor die Ruderverbände der BRD und DDR wie im internationalen Sport insgesamt eigenständig antraten.
Wie im Ruderleistungssport allgemein entwickeln sich die Bootsgemeinschaften dabei aus dem Vereinssport heraus über Renngemeinschaften (in der DDR auch Betriebssportgemeinschaften) und landesweite Stützpunkte mit Internatscharakter in die internationale Leistungsspitze.

## Geschichte der deutschen Frauenachter

### DDR

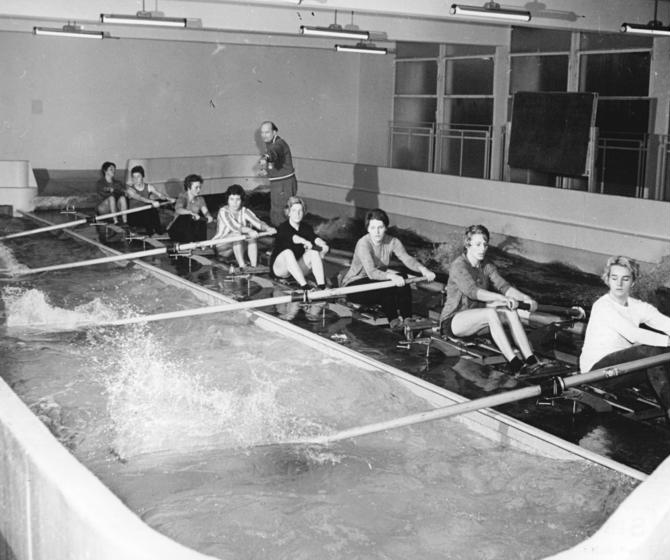
Training Frauenachter des Turn- und Sportclubs Oberschöneweide 1961

Das Pendant zu den Bundesstützpunkten Ratzeburg und Dortmund war der SC Berlin-Grünau. Aus den Anfängen aus Betriebssportgemeinschaften entwickelte sich durch Konzentration und Verlagerung der Wassersportverein mit den Sektionen Rudern, Kanu und Segeln an der Regattastrecke Berlin-Grünau im Südosten Berlins, die Austragungsort der Ruder- und Kanuwettbewerbe der Olympischen Spiele 1936 war. Die Frauenachter der DDR gewannen die Goldmedaille bei den Olympischen Spielen 1976, 1980 und 1988 und die Weltmeisterschaft 1974, 1975 und 1977 und ca. 25 weitere WM- und EM-Medaillen.

### BRD
Strukturveränderungen im Rennrudern der Frauen wurde insbesondere durch die sich ab 1966 herausbildende Dominanz der Ruderinnen der DDR bewirkt und neue Trainingsmethoden an der Ruderakademie Ratzeburg entwickelt. Die Entwicklung im Riemenrudern wurde zunächst „verschlafen“. Der lange Vorrang des Skullruderns durch das vorher praktizierte Stilrudern wirkte noch lange nach. Deutsche Meisterschaften für den Riemenzweier und -vierer, oft Grundlage der Achterbildung, wurden erst ab 1970 ausgefahren. Die Dominanz des Ostblocks konnte bis zum Mauerfall nicht durchbrochen werden.

### Wiedervereinigtes Deutschland

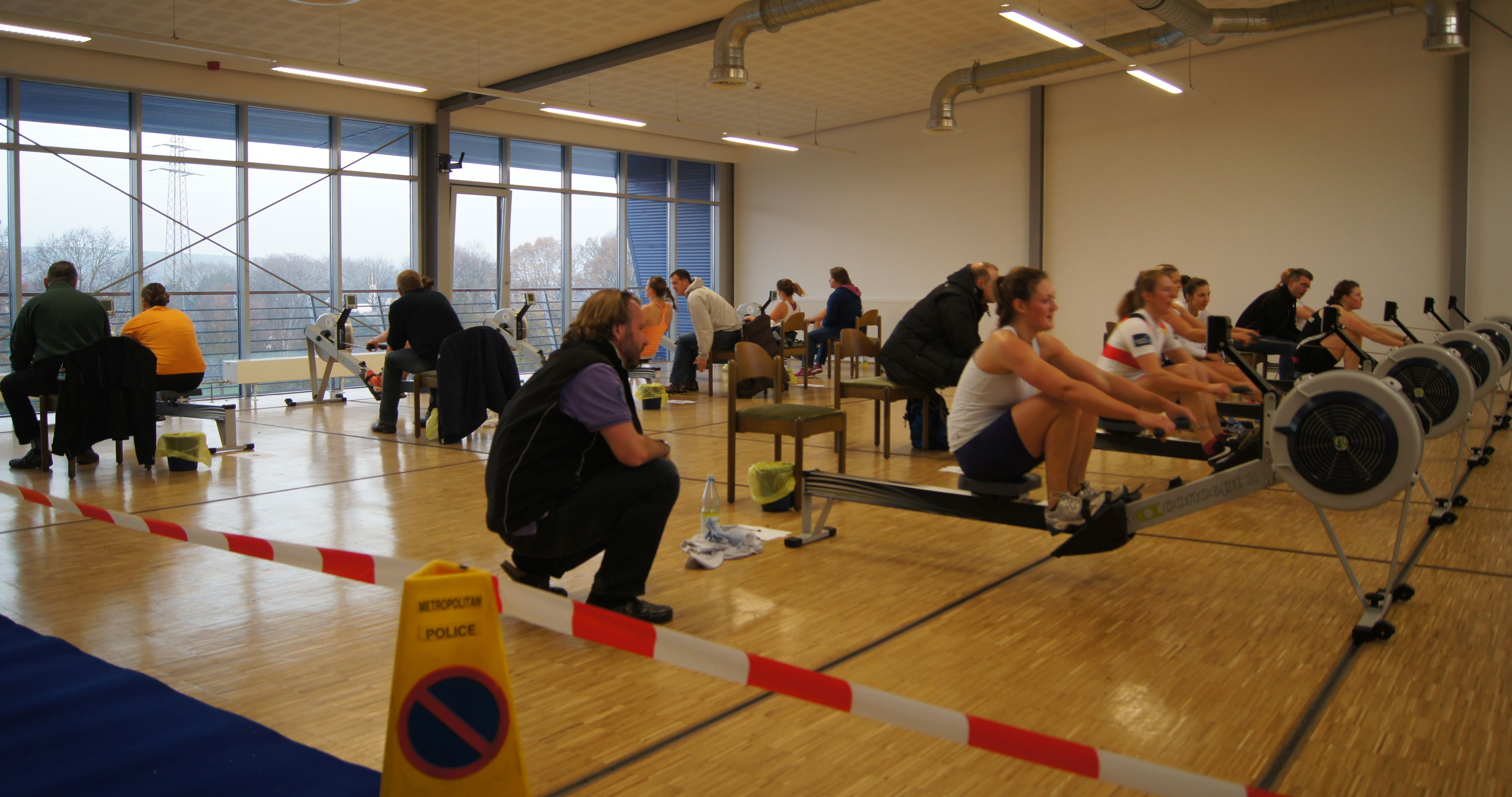
Ergometer-Wettkampf im Bundesleistungszentrum Rudern Dortmund 2014

Nach der Wende wurden die vorhandenen Kräfte aus Ost- und Westdeutschland gebündelt, so dass der Frauenachter zunächst recht erfolgreich international ruderte. Bei den Olympischen Sommerspielen 1992 gelang der Gewinn der Bronzemedaille hinter Kanada und Rumänien, wobei der größere Teil des Teams zuvor bereits im DDR-Achter ruderte. Die Mannschaft gewann 1993 bei den Weltmeisterschaften ebenfalls die Bronzemedaille, im Folgejahr 1994 gar den Weltmeistertitel in Indianapolis. Danach wurde der deutsche Frauenachter schwächer und belegte nur den achten und letzten Platz bei den Olympischen Sommerspielen 1996 in Atlanta. Im Olympiazyklus von 1997 bis 2000 konnten keine nennenswerten Erfolge verbucht werden, die Qualifikation für die Olympischen Sommerspiele 2000 in Sydney wurde verpasst.
Ab 2001 betreute Ralf Holtmeyer das Team Frauenachter und führte es zurück in die Erfolgszone. Nach zwei Bronzemedaillen bei den Weltmeisterschaften 2001 und 2002 gewann das Team im Jahr 2003 erneut den WM-Titel in Mailand. Bei der olympischen Ruderregatta 2004 gelang allerdings nur der fünfte Platz. Das Team Frauenachter konnte danach einige Medaillenerfolge bei den Ruder-Europameisterschaften und eine WM-Silbermedaille 2006 erringen. Für die Olympischen Spiele 2008 und 2012 gelang jeweils die Qualifikation erst im letzten Moment bei einer internationalen Regatta in Luzern um wenige verbleibende Startplätze. In beiden Fällen schied das Team Frauenachter im Hoffnungslauf aus, durfte also nicht mehr im olympischen Finale starten. Ralf Holtmeyer wechselte nach der Saison 2008 zurück in den Männerbereich, seitdem wurde die Trainingsleitung von verschiedenen Rudertrainern übernommen. Seit 2013 ist Thomas Affeldt Bundestrainer des Frauenachters. Die Qualifikation des Achter für die Olympischen Sommerspiele 2016 wurde jedoch verpasst, einzig im Wettbewerb des Zweier-ohne startet eine Mannschaft aus dem Kader des Frauenachters. Kerstin Hartmann und Kathrin Marchand belegten in Rio de Janeiro den achten Platz.
Im November 2018 verlegte der Frauen-Riemen-Bereich seinen Bundesstützpunkt von Dortmund nach Potsdam. Im März 2019 übernahm der Australier Tom Morris das Amt des Trainers. Bei den Weltmeisterschaften in Linz verpassten die drei Riemenboote die Qualifikation für die Olympischen Spiele 2020 in Tokio. Ein Jahr nach dem Umzug stellte Bundestrainer Morris in Potsdam das „Projekt Riemen“ vor. Dessen langfristiges Ziel waren Medaillenplätze bei den Olympischen Spielen 2024. Für Tokio 2020 sollte der Fokus auf den Zweier ohne und Vierer ohne gelegt werden um sich in der Nachqualifikation Startplätze für die Olympischen Spiele zu sichern. Bedingt durch die Covid-19-Pandemie waren die Ruder-Europameisterschaften 2020 die einzige internationale Regatta des Jahres. Dort gewann der Achter überraschend die Silbermedaille. Für den Achter war dies die erste Medaillenplatzierung seit den EM 2014. Damit war auch die Olympiaqualifikation des Achters wieder ein Thema.

## Sportliche Erfolge
Die Tabelle listet alle Teilnahmen deutscher Frauenachter an der olympischen Ruderregatta und alle Medaillenerfolge deutscher Frauenachter bei Ruder-Europameisterschaften und Ruder-Weltmeisterschaften auf.
| Jahr | Veranstaltung         | Ort                                | Nation             | Platzierung        | Team |
| ---- | --------------------- | ---------------------------------- | ------------------ | ------------------ | --- |
| 1956 | Europameisterschaften | Bleder See, Bled                   | Deutschland        | 3                  | Ingrid Matthes, Marianne Horrmann-Köhler, Gerda Weith, Marianne Falk, Ingeborg Könnecke, Hella Schulz, Anita Blankenfeld, Helga Richter, Ursula Gesch (Stf.)                 |
| 1957 | Europameisterschaften | Regattabahn Duisburg               | Deutschland        | 3                  | Hannelore Haaker, Gerda Weith, Christl Langner, Hella Schulz, Marianne Falk, Anita Blankenfeld, Ingeborg Peter, Waltraud Dinter, Ursula Gesch (Stf.)                         |
| 1958 | Europameisterschaften | Maltasee, Posen                    | Deutschland        | 2                  | Anita Blankenfeld, Ingeborg Peter, Ingeborg Bassler, Waltraud Dinter, Christl Langner, Marianne Schulze, Hella Schulz, Marianne Falk, Ursula Wiek (Stf.)                     |
| 1959 | Europameisterschaften | Mâcon                              | Deutschland        | 2                  | Ingeborg Peter, Anita Blankenfeld, Ingrid Drews, Waltraud Dinter, Hilde Amelang, Marianne Schulze, Hella Schulz, Marianne Falk, Ursula Wiek (Stf.)                           |
| 1960 | Europameisterschaften | London                             | Deutschland        | 2                  | Ingeborg Peter, Anita Blankenfeld, Ingrid Drews, Waltraud Dinter, Hilde Amelang, Marianne Schulze, Marianne Mewes, Marianne Falk, Elfriede Boetius (Stf.)                    |
| 1961 | Europameisterschaften | Prag                               | Deutschland        | 2                  | Waltraud Böhlmann, Gisela Schirmer, Erika Kretschmer, Ute Gabler, Brigitte Amm, Gerlinde Löwenstein, Barbara Reichel, Christa Schollain-Temeier, Sigrid Laube (Stf.)         |
| 1962 | Europameisterschaften | Regattastrecke Berlin-Grünau       | Deutschland        | 2                  | Erika Kretschmer, Helga Ammon, Brigitte Amm, Ute Gabler, Hanna Vesper, Christiane Münzberg, Barbara Reichel, Christa Schollain-Temeier, Carla Frister (Stf.)                 |
| 1963 | Europameisterschaften | Moskau                             | Deutschland        | 2                  | Barbara Müller-Reichel, Helga Ammon, Brigitte Amm, Ingrid Graf, Hilde Amelang, Ute Gabler, Brigitte Rintisch, Marianne Mewes, Elfriede Boetius (Stf.)                        |
| 1964 | Europameisterschaften | Bosbaan, Amsterdam                 | Deutschland        | 1                  | Barbara Müller-Reichel, Ingrid Graf, Hilde Amelang, Christiane Münzberg, Irmgard Brendenal, Jutta Dittrich, Brigitte Rintisch, Marianne Mewes, Elfriede Dietz-Boetius (Stf.) |
| 1966 | Europameisterschaften | Bosbaan, Amsterdam                 | DDR                | 1                  | Brigitte Amm, Margarete Selling, Hilde Amelang, Inge Mund, Irmgard Böhmer, Ingrid Falk-Fischer, Brigitte Butze-Rintisch, Marianne Mewes, Ursula Jurga-Bader (Stf.)           |
| 1967 | Europameisterschaften | Vichy                              | DDR                | 2                  | Inge Mund, Hanna Mitter, Gitta Kubik, Rosemarie Schmidtke, Renate Seyfarth, Ingeborg Diesing, Renate Boesler, Renate Weber, Gudrun Apelt (Stf.)                              |
| 1968 | Europameisterschaften | Regattastrecke Berlin-Grünau       | DDR                | 1                  | Renate Weber, Renate Boesler, Rosemarie Schmidtke, Ursula Pankraths, Gabriele Kelm, Renate Seyfarth, Renate Schlenzig, Marlis Wegener, Gudrun Apelt (Stf.)                   |
| 1969 | Europameisterschaften | Klagenfurt                         | DDR                | 1                  | Barbara Behrend-Koch, Renate Boesler, Rosemarie Lorenz, Renate Schlenzig, Gabriele Kelm, Ursula Pankraths, Hanna Mitter, Marita Berndt, Gudrun Apelt (Stf.)                  |
| 1970 | Europameisterschaften | Tata                               | DDR                | 1                  | Barbara Behrend-Koch, Renate Boesler, Ute Marten, Christa Staack, Gabriele Rotermund, Rosel Nitsche, Renate Schlenzig, Marita Berndt, Gudrun Apelt (Stf.)                    |
| 1971 | Europameisterschaften | Bagsværd-See, Kopenhagen           | DDR                | 2                  | Ute Marten, Renate Schlenzig, Rosel Nitsche, Christa Staack, Brigitte Ahrenholz, Susanne Spitzer, Gunhild Blanke, Renate Boesler, Gudrun Apelt (Stf.)                        |
| 1972 | Europameisterschaften | Beetzsee, Brandenburg an der Havel | DDR                | 3                  | Ute Bahr, Maria Notbohm, Susanne Spitzer, Marita Jaschke, Sabine Schulz, Monika Mittenzwei, Regine Forkel, Irmhild Schulz, Christine Rösch (Stf.)                            |
| 1973 | Europameisterschaften | Moskau                             | DDR                | 2                  | Monika Mittenzwei, Renate Kruska, Ilona Richter, Irina Müller, Christa Staack, Helma Mähren, Henrietta Dobler, Renate Schlenzig, Sabine Brincker (Stf.)                      |
| 1974 | Weltmeisterschaften   | Rotsee, Luzern                     | DDR                | 1                  | Henrietta Dobler, Helma Lehmann, Ilona Richter, Bianka Schwede, Brigitte Ahrenholz, Irina Müller, Gunhild Blanke, Doris Mosig, Sabine Brincker (Stf.)                        |
| 1975 | Weltmeisterschaften   | Nottingham                         | DDR                | 1                  | Viola Goretzki, Christiane Knetsch, Ilona Richter, Bianka Schwede, Monika Kallies, Renate Neu, Rosel Nitsche, Doris Mosig, Marina Wilke (Stf.)                               |
| 1976 | Olympische Spiele     | Montreal                           | DDR                | 1                  | Viola Goretzki, Christiane Knetsch, Ilona Richter, Brigitte Ahrenholz, Monika Kallies, Henrietta Ebert, Helma Lehmann, Irina Müller, Marina Wilke (Stf.)                     |
| 1976 | Olympische Spiele     | Montreal                           | BR Deutschland     | 5                  | Waltraud Roick, Erika Endriss, Monika Zipplies, Brigitte Kiesow, Hiltrude Gürtler, Isolde Eisele, Marianne Weber, Eva Dick, Ingrid Huhn-Wagener (Stf.)                       |
| 1977 | Weltmeisterschaften   | Bosbaan, Amsterdam                 | DDR                | 1                  | Cornelia Klier, Ute Steindorf, Gabriele Kühn, Kersten Neisser, Marita Sandig, Andrea Kurth, Bianka Schwede, Karin Metze, Sabine Heß (Stf.)                                   |
| 1978 | Weltmeisterschaften   | Lake Karapiro, Neuseeland          | DDR                | 2                  | Silvia Fröhlich, Renate Neu, Dagmar Bauer, Gabriele Kühn, Petra Köhler, Henrietta Ebert, Birgit Schütz, Christiane Köpke, Marina Wilke (Stf.)                                |
| 1979 | Weltmeisterschaften   | Bleder See, Bled                   | DDR                | 2                  | Martina Boesler, Silvia Fröhlich, Petra Köhler, Jutta Raeck, Renate Neu, Ilona Richter, Ramona Kapheim, Karin Metze, Marina Wilke (Stf.)                                     |
| 1980 | Olympische Spiele     | Moskau                             | DDR                | 1                  | Martina Boesler, Kersten Neisser, Christiane Köpke, Birgit Schütz, Gabriele Kühn, Ilona Richter, Marita Sandig, Karin Metze, Marina Wilke (Stf.)                             |
| 1980 | Olympische Spiele     | Moskau                             | BR Deutschland     | Olympiaboykott     | Olympiaboykott |
| 1982 | Weltmeisterschaften   | Rotsee, Luzern                     | DDR                | 3                  | Angelika Noack, Ute Steindorf, Sabine Portius, Carola Mieseler, Steffi Götzelt, Sigrid Anders, Iris Rudolph, Karin Metze, Kirsten Wenzel (Stf.)                              |
| 1983 | Weltmeisterschaften   | Regattabahn Duisburg               | DDR                | 3                  | Susann Heinicke, Viola Kestler, Annekatrin Jage, Karin Metze, Steffi Götzelt, Carola Lichey, Sabine Portius, Ramona Hein, Kirsten Strohbach (Stf.)                           |
| 1984 | Olympische Spiele     | Los Angeles                        | BR Deutschland     | 6                  | Elke Riesenkönig, Klaudia Hornung, Iris Völkner, Ellen Becker, Sabine Hinkelmann, Heike Neu, Kerstin Rehders, Angelika Beblo, Heidrun Barth (Stf.)                           |
| 1984 | Olympische Spiele     | Los Angeles                        | DDR                | Olympiaboykott     | Olympiaboykott |
| 1985 | Weltmeisterschaften   | Hazewinkel, Mechelen               | DDR                | 2                  | Susann Heinicke, Gerlinde Doberschütz, Beatrix Lehman, Martina Walther, Kathrin Thurm, Ute Stange, Kathrin Dienstbier, Carola Hornig, Sylke Kretzschmar (Stf.)               |
| 1986 | Weltmeisterschaften   | Nottingham                         | DDR                | 2                  | Gerlinde Doberschütz, Anett Devantier, Kathrin Dienstbier, Ute Stange, Anja Kluge, Carola Hornig, Annekathrin Fercho, Ute Wild, Daniela Neunast (Stf.)                       |
| 1988 | Olympische Spiele     | Seoul                              | DDR                | 1                  | Annegret Strauch, Judith Zeidler, Kathrin Haacker, Ute Wild, Anja Kluge, Ramona Balthasar, Beatrix Schröer, Ute Stange, Daniela Neunast (Stf.)                               |
| 1988 | Olympische Spiele     | Seoul                              | BR Deutschland     | 7                  | Ingeburg Althoff, Meike Holländer, Elke Markwort, Gabriele Mehl, Cerstin Petersmann, Katrin Petersmann, Kerstin Rehders, Anja Schäfer, Kerstin Peters (Stf.)                 |
| 1989 | Weltmeisterschaften   | Bleder See, Bled                   | DDR                | 2                  | Liane Justh, Ute Wild, Ina Grapenthin, Annette Hohn, Anja Kluge, Katrin Schröder, Ramona Balthasar, Martina Walther, Daniela Neunast (Stf.)                                  |
| 1990 | Weltmeisterschaften   | Lake Barrington, Tasmanien         | DDR                | 3                  | Ramona Franz, Christiane Harzendorf, Annette Hohn, Micaela Schmidt, Ute Wagner, Annegret Strauch, Ute Wild, Heike Winkler, Yvonne Illing (Stf.)                              |
| 1992 | Olympische Spiele     | Estany de Banyoles, Barcelona      | Deutschland        | 3                  | Annegret Strauch, Sylvia Dördelmann, Cerstin Petersmann, Kathrin Haacker, Dana Pyritz, Christiane Harzendorf, Ute Wagner, Judith Zeidler, Daniela Neunast (Stf.)             |
| 1993 | Weltmeisterschaften   | Račice u Štětí                     | Deutschland        | 3                  | Kathrin Haacker, Christiane Harzendorf, Antje Heilig, Andrea Klapheck, Micaela Schmidt, Dana Pyritz, Antje Rehaag, Ute Wagner, Daniela Neunast (Stf.)                        |
| 1994 | Weltmeisterschaften   | Indianapolis                       | Deutschland        | 1                  | Kathrin Haacker, Andrea Klapheck, Micaela Schmidt, Doreen Martin, Dana Pyritz, Antje Rehaag, Ute Wagner, Stefani Werremeier, Doreen Schnell (Stf.)                           |
| 1996 | Olympische Spiele     | Atlanta                            | Deutschland        | 8                  | Ina Justh, Ute Schell, Anja Pyritz, Micaela Schmidt, Andrea Gesch, Antje Rehaag, Kathleen Naser, Dana Pyritz, Daniela Neunast (Stf.)                                         |
| 2000 | Olympische Spiele     | Sydney                             | nicht qualifiziert | nicht qualifiziert | nicht qualifiziert |
| 2001 | Weltmeisterschaften   | Rotsee, Luzern                     | Deutschland        | 3                  | Silke Günther, Anja Pyritz, Dana Pyritz, Britta Holthaus, Susanne Schmidt, Sandra Goldbach, Maja Tucholke, Lenka Wech, Annina Ruppel (Stf.)                                  |
| 2002 | Weltmeisterschaften   | Sevilla                            | Deutschland        | 3                  | Anja Pyritz, Maja Tucholke, Britta Holthaus, Dana Pyritz, Nicole Zimmermann, Susanne Schmidt, Lenka Wech, Silke Günther, Annina Ruppel (Stf.)                                |
| 2003 | Weltmeisterschaften   | Mailand                            | Deutschland        | 1                  | Elke Hipler, Anja Pyritz, Maja Tucholke, Britta Holthaus, Susanne Schmidt, Nicole Zimmermann, Silke Günther, Lenka Wech, Annina Ruppel (Stf.)                                |
| 2004 | Olympische Spiele     | Athen                              | Deutschland        | 5                  | Elke Hipler, Britta Holthaus, Maja Tucholke, Anja Pyritz, Susanne Schmidt, Nicole Zimmermann, Silke Günther, Lenka Wech, Annina Ruppel (Stf.)                                |
| 2006 | Weltmeisterschaften   | Dorney Lake, Eton                  | Deutschland        | 2                  | Nina Wengert, Johanna Rönfeldt, Christina Gerking, Nadine Schmutzler, Lenka Wech, Maren Derlien, Nicole Zimmermann, Elke Hipler, Annina Ruppel (Stf.)                        |
| 2007 | Europameisterschaften | Maltasee, Posen                    | Deutschland        | 2                  | Josephine Wartenberg, Marlene Sinnig, Sonja Ziegler, Katrin Reinert, Kerstin Naumann, Nadine Schmutzler, Nina Wengert, Silke Günther, Annina Ruppel (Stf.)                   |
| 2008 | Olympische Spiele     | Peking                             | Deutschland        | 7                  | Christina Hennings, Katrin Reinert, Nina Wengert, Nadine Schmutzler, Lenka Wech, Maren Derlien, Nicole Zimmermann, Elke Hipler, Annina Ruppel (Stf.)                         |
| 2010 | Europameisterschaften | Montemor-o-Velho                   | Deutschland        | 3                  | Eva Paus, Anika Kniest, Constanze Siering, Silke Günther, Kathrin Thiem, Ulrike Sennewald, Nina Wengert, Anna-Maria Kipphardt, Laura Schwensen (Stf.)                        |
| 2012 | Olympische Spiele     | London                             | Deutschland        | 7                  | Ronja Schütte, Julia Lepke, Daniela Schultze, Kathrin Thiem, Ulrike Sennewald, Nadja Drygalla, Kathrin Marchand, Constanze Siering, Laura Schwensen (Stf.)                   |
| 2013 | Europameisterschaften | Sevilla                            | Deutschland        | 2                  | Lisa Kemmerer, Anne Becker, Sophie Paul, Ulrike Sennewald, Michaela Schmidt, Ronja Schütte, Julia Lepke, Kathrin Marchand, Laura Schwensen (Stf.)                            |
| 2014 | Europameisterschaften | Belgrad                            | Deutschland        | 3                  | Julia Lepke, Anne Becker, Michaela Schmidt, Alexandra Höffgen, Charlotte Reinhardt, Katrin Reinert, Kerstin Hartmann, Kathrin Marchand, Laura Schwensen (Stf.)               |
| 2016 | Olympische Spiele     | Rio de Janeiro                     | nicht qualifiziert | nicht qualifiziert | nicht qualifiziert |
| 2020 | Europameisterschaften | Maltasee, Posen                    | Deutschland        | 2                  | Sophie Oksche, Melanie Göldner, Anna Härtl, Alexandra Höffgen, Alyssa Meyer, Frauke Hundeling, Marie-Cathérine Arnold, Tabea Schendekehl, Larina Aylin Hillemann (Stf.)      |

## Stützpunkt
Im wiedervereinigten Deutschland trainierte der Frauenachter zunächst beim Ruderverein Saarbrücken auf der Saar. Ab 2005 trainierte er zusammen mit dem Achter der Männer ebenfalls am Bundesleistungszentrum Rudern Dortmund auf dem Dortmund-Ems-Kanal. Im November 2018 folgte der Umzug des Frauen-Riemen-Bereichs zum Olympiastützpunkt Brandenburg in Potsdam. Auf dem Gelände an der Pirschheide befindet sich neben Kraft- und Ergometerräumen auch ein Rudermessbecken. Gerudert wird auf dem Templiner See.

## Kader Saison 2021
Am Olympiastützpunkt in Potsdam bereiten sich die Kaderathletinnen jährlich beginnend im Herbst auf eine neue Saison vor. Eine Mannschaft für den Frauenachter wird dabei erst im Zeitraum April/Mai selektiert, nachdem verschiedene Testwettkämpfe unter anderem im Zweier ohne Steuerfrau und auf dem Ruderergometer absolviert worden sind. Zur internationalen Regattasaison, die im Mai mit dem Ruder-Weltcup und den Ruder-Europameisterschaften beginnt, wird die Mannschaft für den Achter bestimmt. Gleichzeitig werden Ruderinnen für den Zweier ohne und den Vierer ohne Steuerfrau aus demselben Kader ausgewählt.
Im Laufe der Saison können die Teams umbesetzt werden. Beim letzten internationalen Auftritt, der finalen Olympiaqualifikation im Mai, saßen folgende Ruderinnen im Achter:
- Tabea Schendekehl (Ruderclub Hansa von 1898)
- Marie-Cathérine Arnold (Hannoverscher Ruder-Club von 1880)
- Frauke Hundeling (Deutscher Ruder-Club von 1884)
- Alyssa Meyer (Ruder-Club Tegel 1886)
- Alexandra Höffgen (Neusser Ruderverein)
- Pia Greiten (Osnabrücker Ruder-Verein)
- Michaela Staelberg (Crefelder Ruder-Club 1883)
- Melanie Göldner (Ruder-Club Potsdam)

Darüber hinaus ist Larina Hillemann von der Lübecker Ruder-Gesellschaft v. 1885 als Steuerfrau Mitglied des Teams.
Aus demselben Kader treten ebenfalls an:
- Vierer ohne
  - Katja Fuhrmann (Laubegaster Ruderverein Dresden)
  - Sina Kühne (Dresdner Ruderverein)
  - Janka Kirstein (Hannoverscher Ruder-Club von 1880)
  - Isabelle Hübener (Ruder-Club Potsdam)

- Zweier ohne
  - Sophie Oksche (Donau-Ruder-Club Ingolstadt)
  - Anna Härtl (Ruder-Club Potsdam)

Als Ersatz war Christin Stöhner (Sportverein Energie Berlin) mit vor Ort. Ida Kruse (Ruderverein Münster von 1882) saß bei den Ruder-Europameisterschaften 2021 mit im Achter.

## Trainer
- Peter Jost (bis 1988)
- Wolfgang Schell (1989–1994)
- Dieter Altenburg (1995)
- Jörg Landvoigt (1996)
- Eberhard Kaschen (1997–1998)
- Wolfgang Schell (1999–2000)
- Ralf Holtmeyer (2001–2008)
- Christian Viedt (2009)
- Bernd Lindner (2010)
- Christian Viedt (2011)
- Ralf Müller (2012)
- Thomas Affeldt (seit 2013)
- Sven Ueck (Herbst 2016 – Sommer 2019)[9]
- Tom Morris (seit Sommer 2019)[10]

## Vermarktung
Seit 2010 liegt die Vermarktung des Frauenachters den Händen der „Deutschland-Achter GmbH“. Die Fördergesellschaft Rudern mbH hat dazu sämtliche Rechte an diese Gesellschaft übertragen. Von der Deutschland-Achter GmbH werden damit sowohl die Sportler des Team Deutschland-Achter als auch die Sportlerinnen aus dem Team Frauenachter vermarktet. Geschäftsführer der Vermarktungsgesellschaft ist Carsten Oberhagemann, der auch Pressesprecher des Team Frauenachter ist. Derzeitiger Hauptsponsor ist die Firma WILO aus Dortmund.